# Neobisium patrizii
Espèce
Synonymes
- Neobisium patrizii romanum Mahnert, 1980

Neobisium patrizii est une espèce de pseudoscorpions de la famille des Neobisiidae.

## Distribution
Cette espèce est endémique du Latium en Italie. Elle se rencontre à Prossedi dans la grotte Grotta degli Ausi, à Bassiano dans la grotte Grotta di Colle Cantocchio, à Ceccano dans la grotte Pozzo l'Arcano et à Carpineto Romano dans la grotte Ouso nella Villa.

## Description
Le mâle holotype mesure 4 mm.
Les mâles mesurent de 3,9 à 4,0 mm et la femelle 4,4 mm.

## Systématique et taxinomie
Cette espèce a été décrite par Beier en 1953.
Neobisium patrizii romanum a été placée en synonymie par Gardini en 2023.

## Étymologie
Cette espèce est nommée en l'honneur de Saverio Patrizi.

## Publication originale
- Beier, 1953 : « Neobisium (Blothrus) patrizii, ein neuer Hoehlen-Pseudoscorpion aus Mittelitalien. » Bollettino della Società Entomologica Italiana, vol. 83, p. 139-140.